# Südlicher Kanarenskink
Der Südliche Kanarenskink (Chalcides coeruleopunctatus) ist eine Echsenart aus der Familie der Skinke, die auf den beiden Kanaren-Inseln El Hierro und La Gomera vorkommt.

## Merkmale
Die Art erreicht eine Kopf-Rumpf-Länge bis 8,4 Zentimeter. Der Kopf ist klein und setzt sich nur wenig vom Körper ab. Der Querschnitt des Körpers ist zylindrisch. Die vier Beine sind kräftig und weisen jeweils fünf Zehen auf. Das Trommelfell ist rundlich bis oval und groß. Der Rücken und die Schwanzoberseite sind ziemlich kontrastreich gefärbt. Die dunkle Grundfarbe der Tiere variiert von rotbraun über bronzefarben bis schwarz. Im Kontrast dazu sind Längsreihen aus kleinen hellen, dunkel gerandeten Punkten vorhanden, welche auf dem Schwanz und im hinteren Drittel des Körpers oftmals von blauer Färbung sind. Auf El Hierro ist der Schwanz der Jungtiere dunkel, aber nicht blau gefärbt.

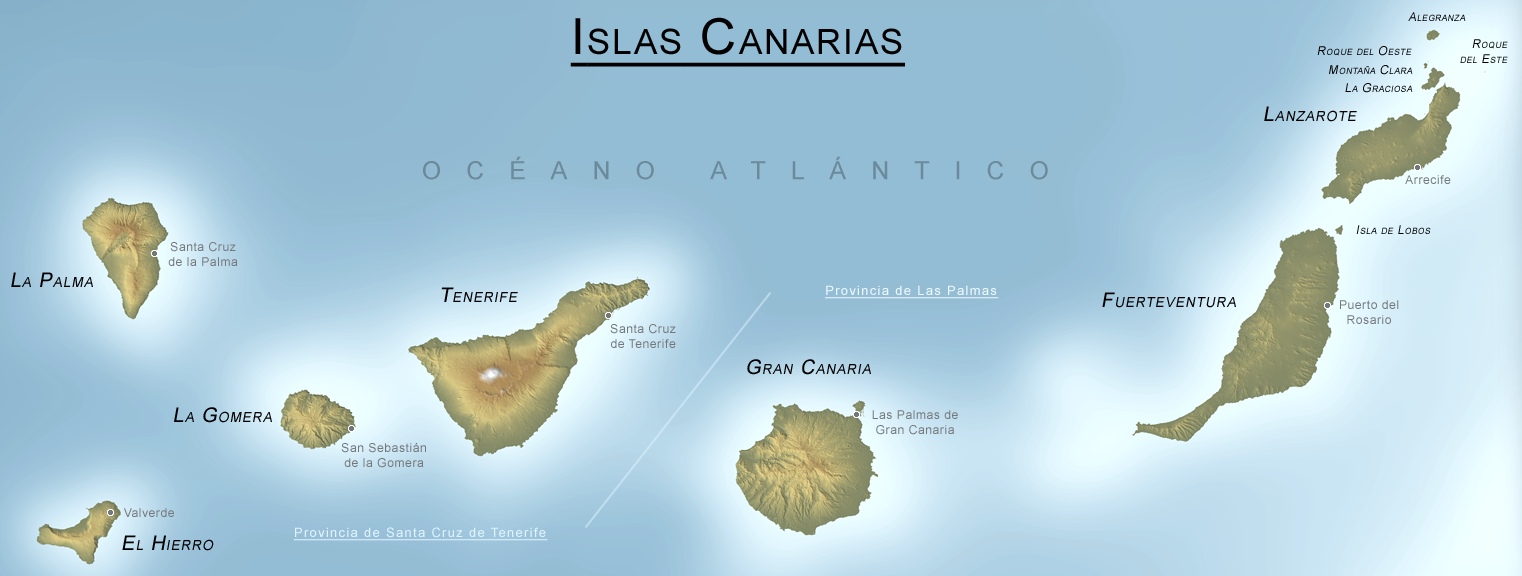
Karte der Kanarischen Inseln

## Vorkommen
Das Verbreitungsgebiet des Südlichen Kanarenskinks sind die Kanaren-Inseln La Gomera und El Hierro sowie die beiden El Hierro nordwestlich vorgelagerten Roques del Salmor. Die Art ist in unteren und mittleren Höhenlagen in vielen verschiedenen Typen von Lebensräumen anzutreffen. Häufig kommt sie auf landwirtschaftlich genutzten Flächen vor.

## Lebensweise
Über die Lebensweise ist wenig bekannt.

## Systematik
Es werden keine Unterarten unterschieden.
Die Art wurde bis vor kurzem unter dem Namen Chalcides viridanus coeruleopunctatus als Unterart des Nördlichen Kanarenskinks (Chalcides viridanus) geführt, gilt jedoch aufgrund genetischer Untersuchungen heute als eigene Art.

## Gefährdung
Die Art ist häufig und nicht gefährdet.

## Belege